# 東區裁判法院

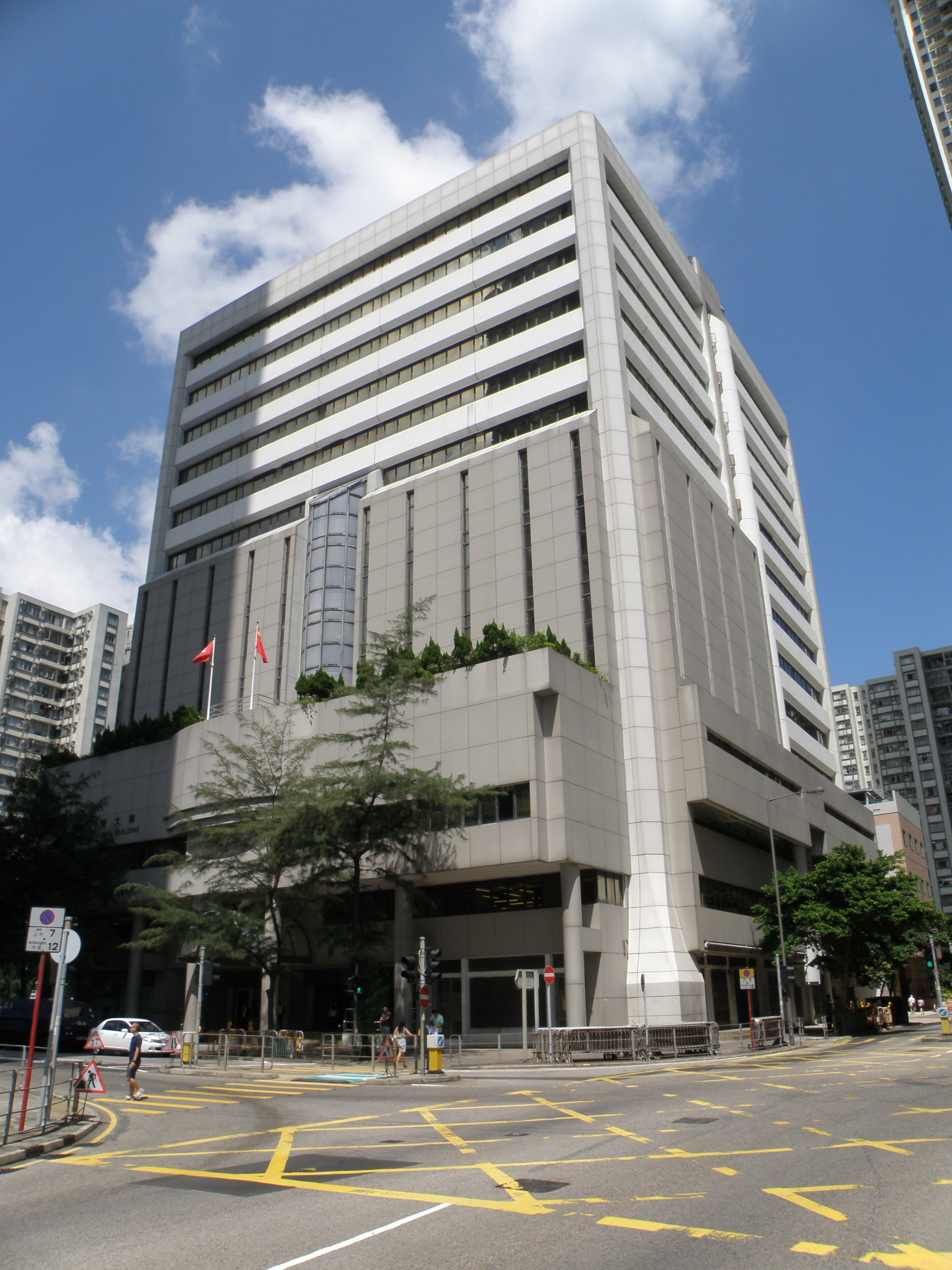
東區法院大樓正面

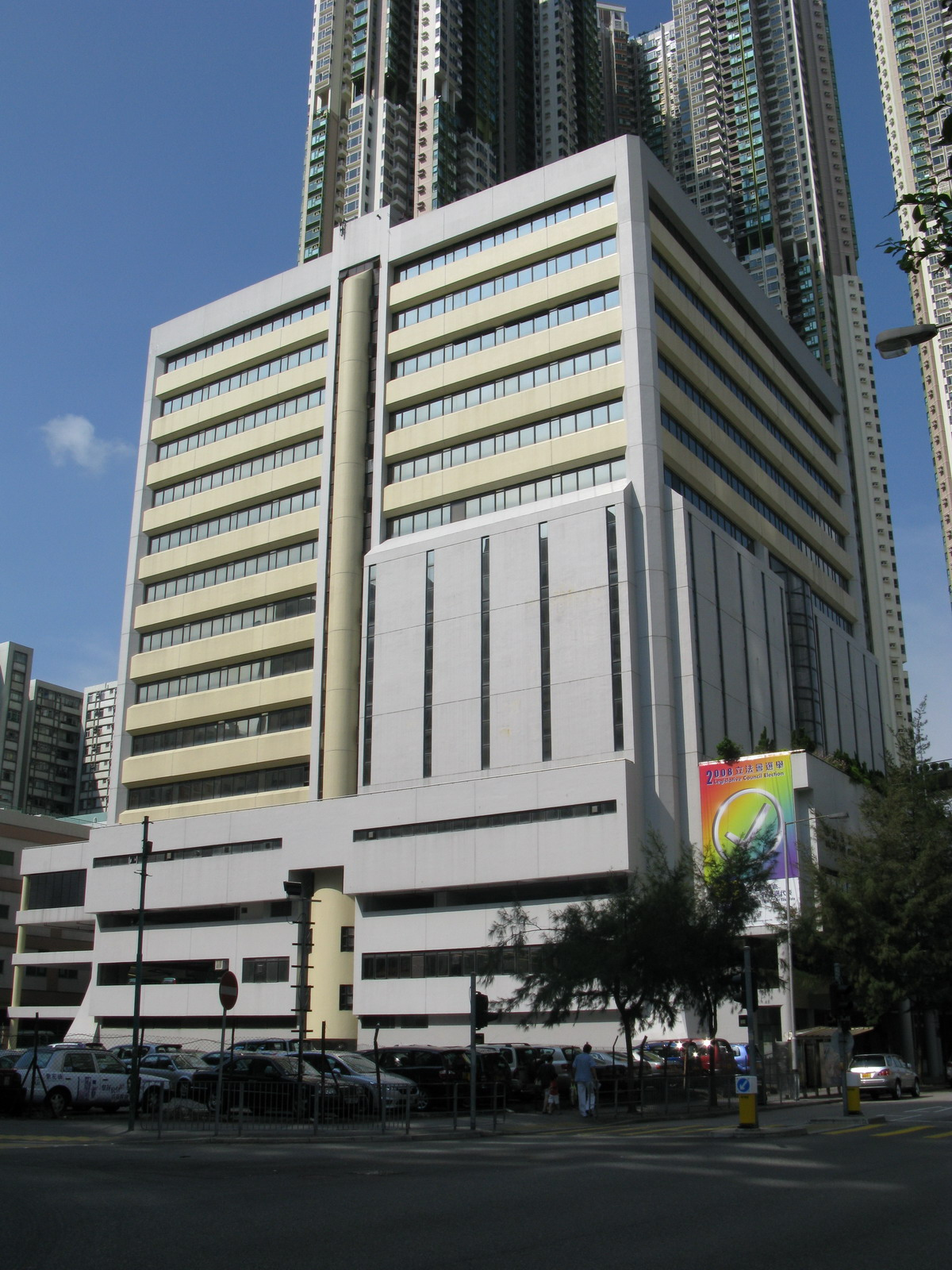
東區法院大樓側面

東區裁判法院（英語：Eastern Magistrates' Courts；案号代码E），舊稱東區裁判司署（Eastern Magistracy），是香港的一個裁判法院，位於香港島東區西灣河太安街29號東區法院大樓4至10樓，為港島區唯一一所裁判法院，共設16個法庭，主要負責香港島和離島區（不包括大嶼山及赤鱲角）的案件及處理來自各裁判法院中嚴重案件需進行交付審判程序及初級偵訊以轉介高等法院的案件。於1991年1月開始運作，取代原有的中央裁判司署並容納分散各區辦公的審裁處。
現時東區法院大樓10樓的第13法庭、第14法庭及第16法庭被借用作臨時區域法院，用作處理民事案件，同層的第15法庭則仍為裁判法院，主要用作審理政府各部門提出的傳票檢控案件。

## 歷史
法院所在的東區法院大樓（英語：Eastern Law Courts Building），是全港唯一一座裁判法院與其他政府設施兼用的大樓，耗資1億3千萬港元興建，於1988年2月動工，及於1990年12月竣工。東區政務處（即是現今東區民政事務處）及轄下的諮詢服務中心於1990年12月31日率先搬入大樓辦公，中央裁判司署，淫褻物品審裁處和勞資審裁處則分別於翌年1月和3月遷入運作。大樓於1991年5月20日舉行開幕典禮。

## 設施分布
東區裁判法院設於大樓4至10樓，當中會計部（繳交罰款處）、東區感化事務處當值室及當值律師服務辦事處設於7樓。淫褻物品審裁處及死因裁判法庭分別曾設於大樓9樓及10樓，但皆已遷往西九龍法院大樓A座9樓。勞資審裁處於2000年初曾於大樓9樓設立兩個法庭及一個附屬登記處，但因案件數量減少而於2005年7月9日起停用。
佔用大樓各樓層的部門包括東區民政事務處（11樓）、消防處消防安全總區樓宇改善課1（11樓，已遷）、勞工處勞工視察科香港東特別視察組（12樓）、運輸署（12樓）、醫療輔助隊非緊急救護車服務總部（12樓）、社會福利署東區感化辦事處1（12樓）等。
東區民政諮詢中心及香港郵政東區派遞局亦分別設於大樓地下及1樓。

## 建築特色
法院大樓屬多層實用建築，外牆以米色為主，飾以黃色條狀塗漆，前門設有一個圓拱形的遮蓋。

## 外部連結
- 司法機構：東區法院大樓位置圖